# Syrphoctonus semipunctatus
Syrphoctonus semipunctatus är en stekelart som beskrevs av Pierre L. G. Benoit 1955. Syrphoctonus semipunctatus ingår i släktet Syrphoctonus och familjen brokparasitsteklar. Inga underarter finns listade i Catalogue of Life.